# Mackenzie Bowell
Mackenzie Bowell (Rickinghall, Inglaterra; 27 de diciembre de 1823-Belleville, Ontario; 10 de diciembre de 1917) fue un político y periodista canadiense.

## Biografía
Bowell nació en Rickinghall, Suffolk, Inglaterra. Él y su familia emigraron a Belleville, Ontario (Canadá) en 1832. Cuando era un adolescente, fue aprendiz en la imprenta del periódico local, el Belleville Intelligencer, y unos 15 años más tarde, se convirtió en su dueño y propietario. Fue masón y orangista, y llegó a ser gran maestro de la Orden de Orange de la América del Norte británica, 1870-1878. En 1847 se casó con Harriet Moore, con quien tuvo cinco hijos y cuatro hijas.
En 1867, tras la Confederación, lo eligieron miembro de la Cámara de los Comunes por el Partido Conservador. Bowell entró en el gabinete en 1878 y serviría bajo tres primeros ministros: John A. Macdonald, John Abbott y John Thompson. Se desempeñó de diversas formas como ministro de Aduanas (1878–1892), ministro de Milicia y Defensa (1892) y ministro de Comercio (1892–1894). Bowell mantuvo su escaño en la Cámara de los Comunes de forma continua durante 25 años, durante un período de gobierno del Partido Liberal en la década de 1870. En 1892, Bowell fue nombrado miembro del Senado. Al año siguiente se convirtió en líder del gobierno en el Senado.
En diciembre de 1894, el primer ministro John Sparrow David Thompson murió inesperadamente en el cargo. El conde de Aberdeen , gobernador general de Canadá, nombró a Bowell para reemplazar a Thompson como primer ministro, debido a su condición de miembro de mayor rango del gabinete. 
Como primer ministro, Bowell  se enfrentó a la cuestión de las escuelas de Manitoba. En 1890, Manitoba había abolido la financiación pública para las escuelas confesionales, tanto católicas como protestantes, lo que muchos pensaban que era contrario a las disposiciones establecidas para las escuelas confesionales en la Ley de Manitoba de 1870. Sin embargo, en un recurso judicial, el Comité Judicial del Privy Council sostuvo que la abolición de la financiación pública de las escuelas confesionales por parte de Manitoba era coherente con la disposición de la Ley de Manitoba. En un segundo caso judicial, el Comité Judicial sostuvo que el Parlamento federal tenía autoridad para promulgar legislación correctiva para obligar a Manitoba a restablecer la financiación.
Sus intentos de llegar a un acuerdo alienaron a los miembros de su propio partido y, tras una revuelta del gabinete a principios de 1896, se vio obligado a dimitir en favor de Charles Tupper. Bowell permaneció como senador hasta su muerte en 1917, pero nunca volvió a ocupar un cargo ministerial; Se desempeñó continuamente como parlamentario canadiense durante 50 años.
Murió de neumonía en Belleville, diecisiete días antes de cumplir 94 años. Fue enterrado en el cementerio de Belleville. A su funeral asistieron todos los miembros de la Orden de Orange, pero ningún miembro del gobierno electo actualmente o anteriormente. 

## Reconocimientos
Bowell fue designado Persona Histórica Nacional en 1945, por consejo de la Junta Nacional de Sitios y Monumentos Históricos.
El Departamento de Correos honró a Bowell con un sello conmemorativo en 1954, parte de una serie sobre primeros ministros.
En su estudio de 1998 sobre los primeros ministros canadienses hasta Jean Chrétien, J. L. Granatstein y Norman Hillmer descubrieron que una encuesta entre historiadores canadienses clasificó a Bowell en el puesto 19 entre los 20 primeros ministros hasta entonces.
Hasta 2017, Bowell siguió siendo el único primer ministro canadiense sin una biografía completa de su vida y carrera. Este déficit se resolvió cuando la editorial Kirby Books de Bancroft, Ontario, publicó el libro de la historiadora de Belleville Betsy Dewar Boyce, The Accidental Prime Minister. El libro se publicó en el centenario de la muerte de Bowell. Boyce había muerto en 2007, después de haber buscado sin éxito un editor para su trabajo durante una década.
| Predecesor: John Sparrow David Thompson | Primer ministro de Canadá 1894 - 1896 | Sucesor: Charles Tupper |